# تپه استقلال
تپه استقلال مربوط به هزاره دوم و اول قم است و در شیروان، شمال غربی شهر واقع شده و این اثر در تاریخ ۱۰ خرداد ۱۳۸۲ با شمارهٔ ثبت ۸۹۵۲ به‌عنوان یکی از آثار ملی ایران به ثبت رسیده است.